# Брънзуик (окръг, Вирджиния)
Окръг Брънзуик (на английски: Brunswick County) е окръг в щата Вирджиния, Съединени американски щати. Площта му е 1474 km², а населението - 18 419 души (2000). Административен център е град Лорънсвил.